# Le Mesnil-Saint-Denis
Le Mesnil-Saint-Denis là một xã của Pháp, nằm ở tỉnh Yvelines trong vùng Île-de-France của Pháp.
Dân địa phương trong tiếng Pháp gọi là Mesnilois.

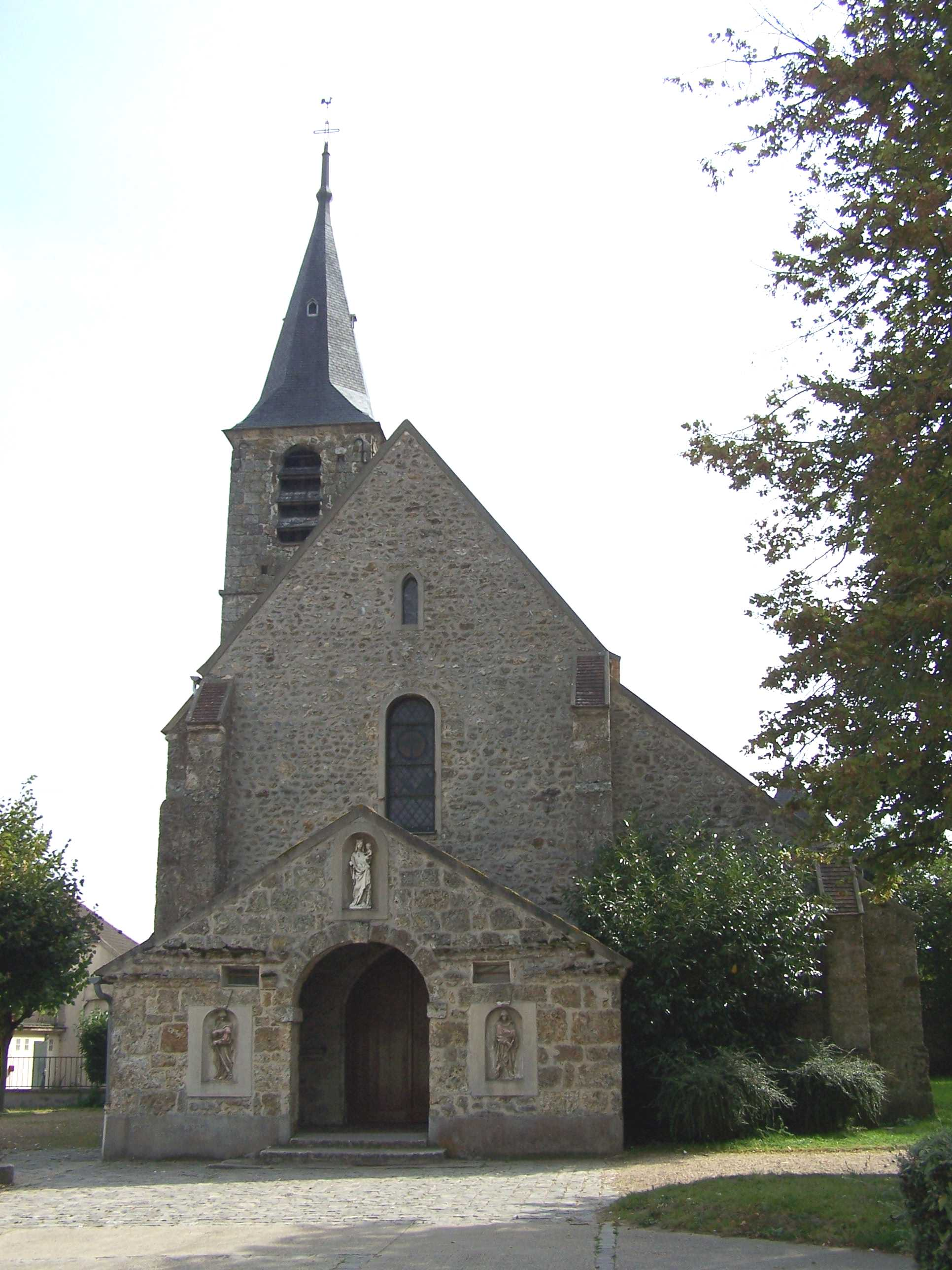
Nhà thờ Saint-Denis, cửa vào phía tây

Xã này là một phần của công viên tự nhiên vùng la Haute-Vallée de Chevreuse.
Các xã giáp ranh: Élancourt về phía bắc khoảng 800 m., Trappes về phía đông bắc, Saint-Lambert về phía đông, Saint-Forget về phía đông nam, Dampierre-en-Yvelines về phía nam, Lévis-Saint-Nom về phía tây nam, Coignières về phía tây và La Verrière về phía tây bắc.

## Hành chính
Danh sách các thị trưởng
| Nhiệm kỳ                    | Tên                |
| 2001                        | Jean Creno         |
| 1983-2001                   | Guy Lefébure       |
| 1971-1983                   | Jean-Paul Aubert   |
| 1967-1971                   | Raymond Lourdault  |
| 1938-1967                   | Raymond Berrurier  |
| 1933-1938                   | Adolphe Moiton     |
| 1927-1933                   | Du Barry           |
| 1908-1927                   | Henri Émile Husson |
| 1906-1908                   | Henri Dubois       |
| 1896-1906                   | Henri Émile Husson |
| 1894-1896                   | Giraud             |
| 1888-1894                   | Henri Émile Husson |
| Dữ liệu trước đây không rõ. |                    |

## Biến động dân số
| 1800                                             | 1901 | 1946  | 1954  | 1962  | 1968  | 1975  | 1982  | 1990  | 1999  | 2007* |
| ------------------------------------------------ | ---- | ----- | ----- | ----- | ----- | ----- | ----- | ----- | ----- | ----- |
| 529                                              | 670  | 1 046 | 1 161 | 1 727 | 4 061 | 5 381 | 6 594 | 6 528 | 6 518 |       |
| Số liệu lấy từ năm 1962: Dân số không tính trùng |      |       |       |       |       |       |       |       |       |       |
| * Điều tra hàng năm (cách tính dân số mới)       |      |       |       |       |       |       |       |       |       |       |